# Vida Lahey
Pour les articles homonymes, voir Lahey.
Vida Lahey (1882-1968) est une artiste peintre australienne.

## Biographie

### Jeunesse et formation
Frances Vida Lahey naît le 26 août 1882 à Pimpama (en), dans le Queensland, fille de David Lahey et de Jane Jemima (née Walmsley). Elle a onze frères et sœurs, dont le « conservationniste » Romeo Lahey (en).
Elle fréquente l'école Goytelea à Southport puis étudie la peinture au Brisbane Central Technical College (en) auprès de Richard Godfrey Rivers (en). Son oncle finance un voyage en Nouvelle-Zélande en 1902 qui a inspiré certaines de ses premières œuvres exposées, tout en l'aidant à se préparer à étudier à Melbourne. Elle étudie à la National Gallery of Victoria Art School en 1905 et à nouveau en 1906, où elle a pour professeurs Lindsay Bernard Hall et Frederick McCubbin. Ses camarades de classe sont principalement des femmes : on compte parmi elles Jessie Traill, Norah Gurdon, Ruth Sutherland, Dora Wilson et Hilda Rix Nicholas,.
Pendant la Première Guerre mondiale, elle se rend à Londres pour être proche de ses frères et cousins qui étaient au service de l'AIF, ainsi que pour étudier l'art quand elle le pouvait,. Comme d'autres artistes australiens, elle s'engage comme volontaire à l'effort de guerre. Après la guerre, elle étudie avec la peintre néo-zélandaise Frances Hodgkins au sein de l'Académie Colarossi à Paris, puis en Italie, avant de retourner en Australie en 1921.

### Carrière
Vida Lahey est l'une des premières femmes artistes du Queensland et de l'Australie à se considérer comme des professionnelles et à chercher à gagner leur vie en pratiquant leur art. Vida lance des cours d'art pour les enfants et les adultes dans le Queensland ; elle et Daphne Mayo deviennent responsables de la fondation du Queensland Art Fund en 1929, qui aide à établir une bibliothèque d'art et à acquérir des œuvres d'art pour l'État.
Elle voyage en Europe en 1927 afin d'approfondir son apprentissage de l'art d'autres occasions d'étudier l'art.
Vida reçoit la médaille de la Society of Artists (en) en 1945, en reconnaissance de ses bons services pour le développement de l'art australien ; la Médaille du couronnement d'Élisabeth II en 1953 ; enfin, elle est honorée de l'ordre de l'Empire britannique en 1958 pour services rendus à l'art.

### Retraite

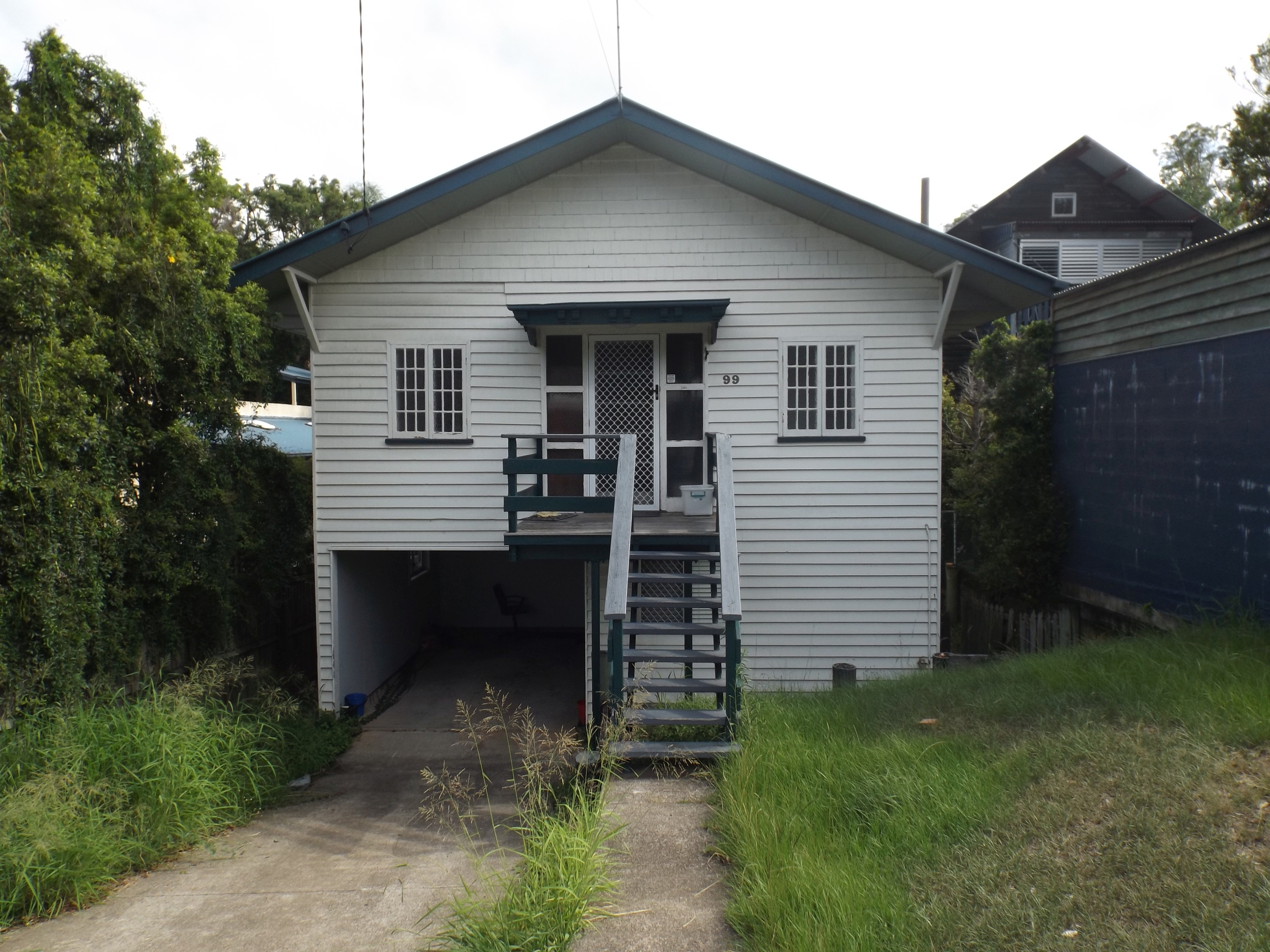
« Wonga Wallen », maison de Vida Lahey inscrite au Registre patrimonial du Queensland.

La maison de Vida Lahey, Wonga Wallen (en), a été initialement construite pour son frère Romeo Lahey (en) à Canungra, sur un éperon de la chaîne de Darlington et a été achevée en 1920. Elle est ensuite déplacée à plusieurs reprises par Vida et sa sœur Jayne Lahey jusqu'en 1946 dans sa localisation actuelle de Sir Fred Schonell Drive, Sainte-Lucie à Brisbane.
Vida reste dans cette maison jusqu'à sa mort le 29 août 1968 et est incinérée. Wonga Wallen est par la suite occupée par sa sœur Jayne, qui y reste jusque quelques années avant sa mort en 1982, période pendant laquelle une autre sœur, Mavis Denholm y vit à son tour. La maison est inscrite au Registre patrimonial du Queensland le 21 octobre 1992,.

## Conservation des œuvres

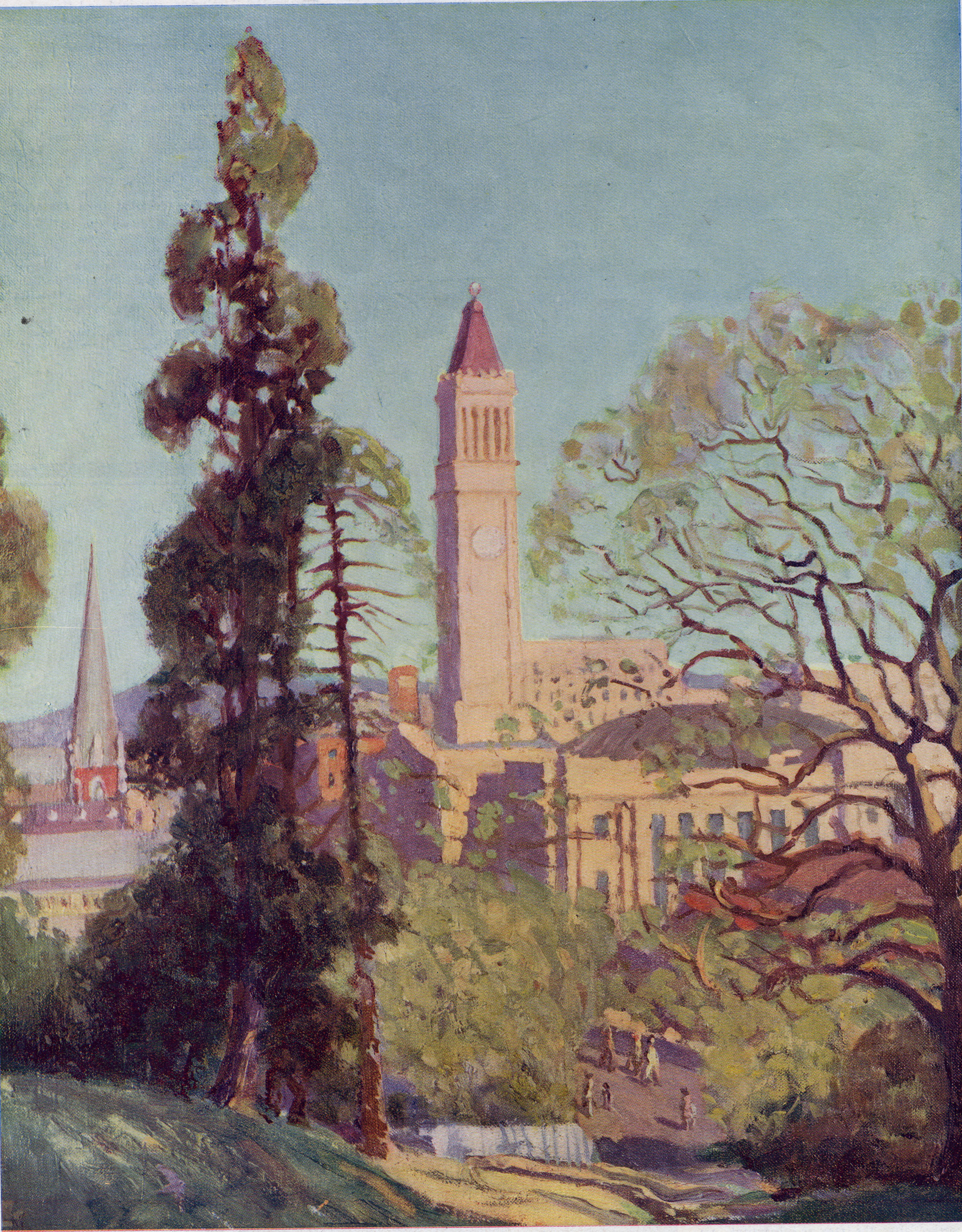
Aquarelle de Vida Lahey représentant la mairie de Brisbane (1936).

Vida Lahey est connue pour avoir peint au moins deux peintures de sa maison classée à la fin des années 1930 et dans les années 1940 (toutes deux à Canungra et dans la collection de Mme Shirley Lahey). Une autre peinture, Bedroom at St Lucia with Dobell portrait, a été peinte par Vida Lahey dans sa chambre à Sainte-Lucie (vers 1961).
Vida Lahey est représentée dans les principales galeries d'art australiennes, dont la Galerie nationale d'Australie. Sa peinture, Monday Morning, fait partie des collections de la Queensland Art Gallery.

## Postérité et rétrospectives
La Queensland Art Gallery organise en 1989 une rétrospective, « Songs of Color: The Art of Vida Lahey ».